# دسیل گلوکوسید
دسیل گلوکوسید (به انگلیسی: Decyl glucoside) با فرمول شیمیایی C۱۶H۳۲O۶ یک ترکیب شیمیایی با شناسه پاب‌کم ۶۲۱۴۲ است. که جرم مولی آن ۳۲۰٫۴۲ g/mol می‌باشد. 
دسیل گلوکوزاید محصولی جهت ساخت سورفکتانت های نانیونیک آرایشی و بهداشتی می باشد که از واکنش بین گلوکوز و دسیل الکل تولید می شود. گلوکوز معمولا از تجزینه نشاسته ذرت بدست می آید و دسیل الکل هم از هیدرولیز و احیای روغن نارگیل بدست می آید. 